# Outside These Walls
Outside These Walls é um filme estadunidense de 1939, do gênero drama, dirigido por Ray McCarey.